# Vanilla oroana
Vanilla oroana är en orkidéart som beskrevs av Dodson. Vanilla oroana ingår i släktet Vanilla och familjen orkidéer. Inga underarter finns listade i Catalogue of Life.